# 로스트 하이웨이 (영화)
《로스트 하이웨이》(Lost Highway)는 프랑스에서 제작된 데이비드 린치 감독의 1997년 미스터리, 드라마, 스릴러, 공포 영화이다. 빌 풀만 등이 주연으로 출연하였고 데팍 나야르 등이 제작에 참여하였다.

## 출연

### 주연
- 빌 풀만
- 패트리샤 아퀘트
- 발타자 게티

### 조연
- 로버트 블레이크
- 나타샤 그렉슨 와그너
- 리차드 프라이어
- 게리 부시
- 로버트 로지아

## 기타
- 미술: 패트리시아 노리스
- 의상: 패트리시아 노리스
- 배역: 조한나 레이
- 배역: 엘레인 J. 후자